# Helius devinctus
Helius devinctus är en tvåvingeart som beskrevs av Alexander 1932. Helius devinctus ingår i släktet Helius och familjen småharkrankar. Inga underarter finns listade i Catalogue of Life.